# 일본 교복

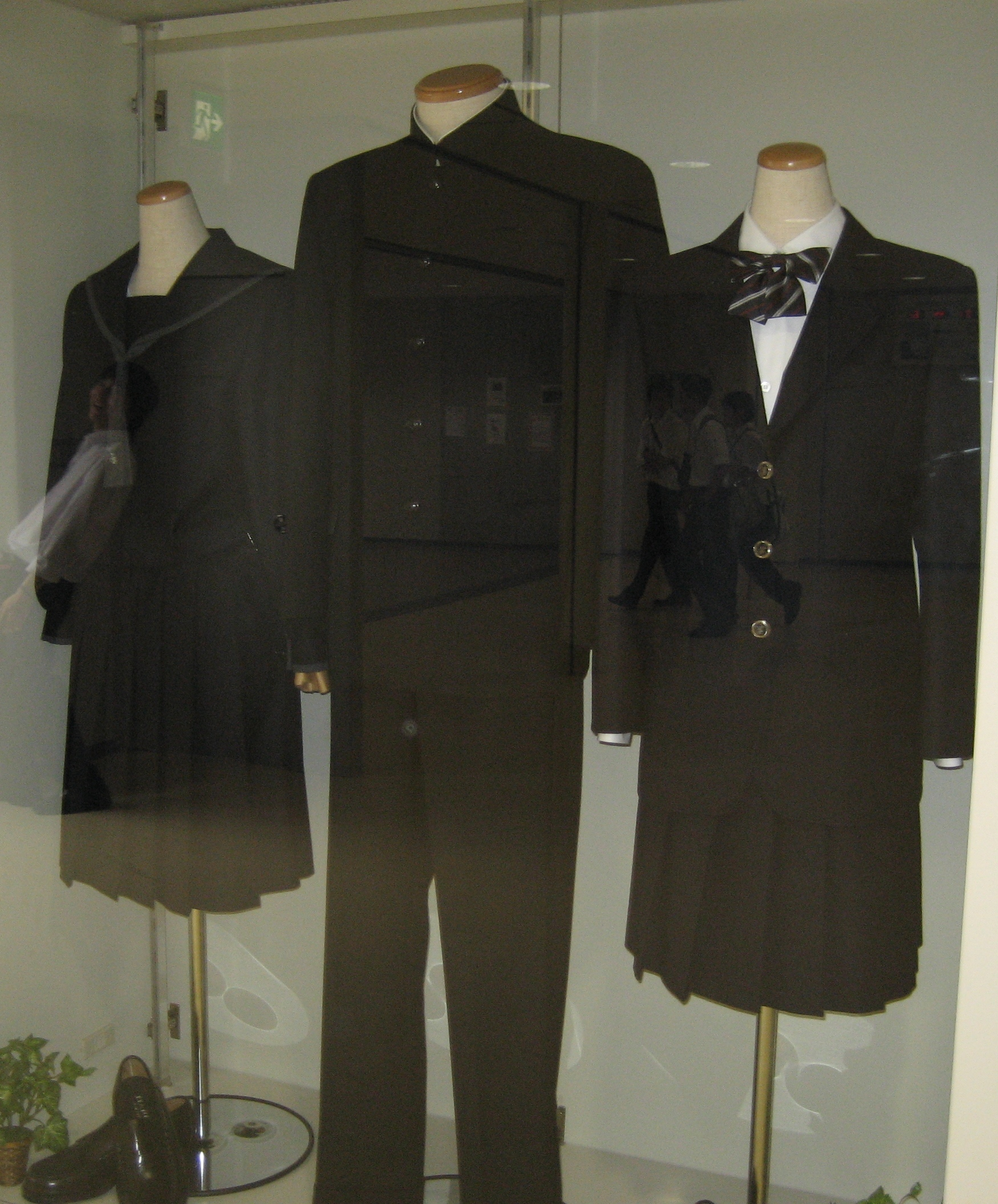
지바현 이치카와시에 있는 이치카와 중·고등학교(市川中学校·高等学校)의 교복.

일본 교복은 일본에서 학교 교복을 의미한다.

## 개요
기본적으로는 일본의 중고등학생 전용의 제복이며, 초등학교도 이용된다.
주요 생산지는 오카야마현 구라시키시 코지마 지구이다. 학생복 제조회사가 집중하고 있는 곳이며, 일본 내 생산량의 70%를 차지한다.

## 구조

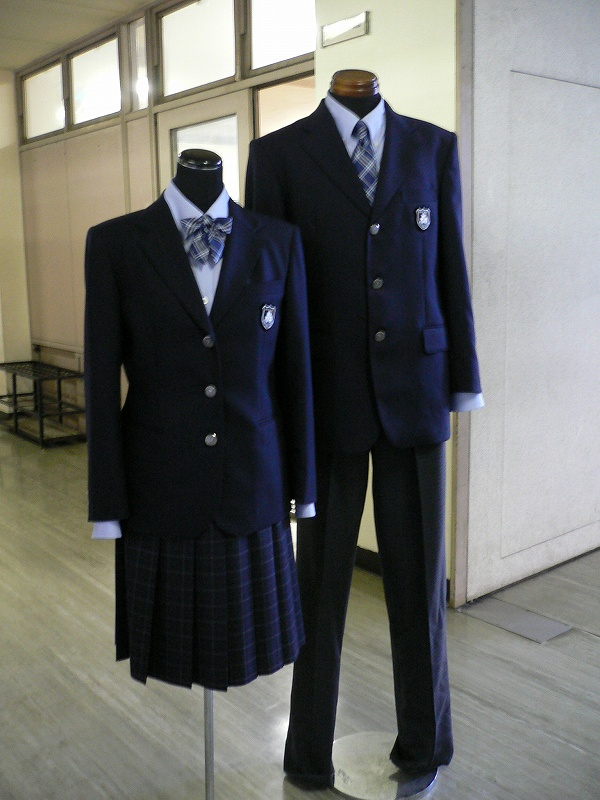
오사카부 오사카시에 있는 이즈오 고등학교(大阪府立泉尾高等学校)의 교복.

소재는 울이나 폴리에스텔이나 그 혼합이 주로 하고, 윗도리 전체에 안감을 대는 것과 등에 안감을 대지 않고 만든 것이 있다.또, 세계 2차대전 이전에 하복은 목화나 레이온(rayon)등이 사용되기도 했다. 이전에는 순모(純毛)의 능직물이 대부분이었지만, 현재는 가시도트기구의 세세한 방직이 많아지고 있어서 하계용의 바지에는 평직(平織)한 천이 사용되기도 한다. 기성의 변형인 교복의 상당수는 폴리에스테르이다.
전에는 다섯개의 단추가 일반적이지만, 일곱개의 단추나 훅(후크)이나 지퍼로 되어 있는 타입도 있다. 소매 단추는 2개가 기본이지만, 1개나 3개, 단추가 없는 것을 표준으로 하는 학교도 있다. 또 소맷부리나 호주머니 등에 스티치나 주름무늬의 예도 있다. 단추는 금색이 많지만, 학교에 따라서는 은색이나 흑색이 이용되기도 하고, 학교 엠블렘등 독자적인 장식이 있는 것이 통상적인 예이다. 다만, 공립 중학교의 일부에서 벚꽃 모양의 단추로 대신 이용하는 예도 볼 수 있다.
차이나 교복 형태의 남학생 교복은 가쿠란(学ラン)이라 불린다. 가쿠란의 란은 화란타(和蘭陀, 네덜란드)의 란을 가리켜, 에도시대에 양복을 난복이라고 부르던 것에서 유래했다는 설이 있다. 즉 차이나 교복(중국식 스타일의 옷 = 지금에 말하는 일본교복)에 대해서의 란복(서양의 옷)으로 난학 같이 쇄국 중에 화란타(네덜란드)가 서양을 대표하는 이름이 되었다. 그 후 은어로서 살아 나간 후, 1975년대에 만화로 가쿠란이라고 칭한 것에 의해 다시 세상에 퍼져 일반적인 호칭이 되었다. 1980년대 전반 무렵에 가쿠란은 쵸우란등의 변형된 교복을 가리키는 한정적인 용어로서 사용하기도 하고, 현재는 차이나식의 교복은 교복 전부를 가리킨다.

## 가쿠란
가쿠란(일본어: 学ラン)과 츠메에리(일본어: 詰襟)는 일본의 많은 중학생 및 고등학생의 교복이다. 색상은 일반적으로 검정색이지만 일부 학교에서는 네이비 블루를 사용한다.
상단에는 위에서 아래로 단추가 있는 스탠딩 칼라가 있다. 단추는 일반적으로 학교를 표시하기 위해 학교 엠블럼으로 장식된다. 바지는 스트레이트 레그이며 검은색 또는 어두운 색의 벨트를 함께 착용합니다. 남학생들은 보통 이 교복에 페니 로퍼나 운동화를 신는다. 일부 학교에서는 학생들에게 학교나 학년을 나타내는 목장식를 착용하도록 요구할 수 있습니다.
전통적으로 가쿠란 은 일치하는(보통 검은색) 학생모와 함께 착용 하지만, 이 관습은 현대에는 덜 일반적이다.
가쿠란은 프로이센 제복의 상의에서 파생되었다 . 이 용어는 "공부"를 의미하는 가쿠(学)와 네덜란드 또는 역사적으로 일본에서 일반적으로 서양을 의미하는 란(蘭)의 조합이다. 따라서 가쿠란은 "학생을 위한 서양식 옷(교복)"으로 번역된다.
현재 가쿠란의 원형 은 1886년에 도쿄 대학의 학생들을 위해 처음 만들어졌습니다. 대한민국과 1949년 이전 중국에서도 일제 강점기동안 학교로 가져왔다. 오늘날에도 한국의 일부 고등학교 에서는 가쿠란을 착용하고 있다.
가쿠란은 오늘날 대부분의 중학교와 소수의 고등학교의 남학생 교복으로만 사용되지만 블레이저는 일본의 대부분의 고등학교(공립 및 사립)에서 채택되기 시작했다.

## 세일러복

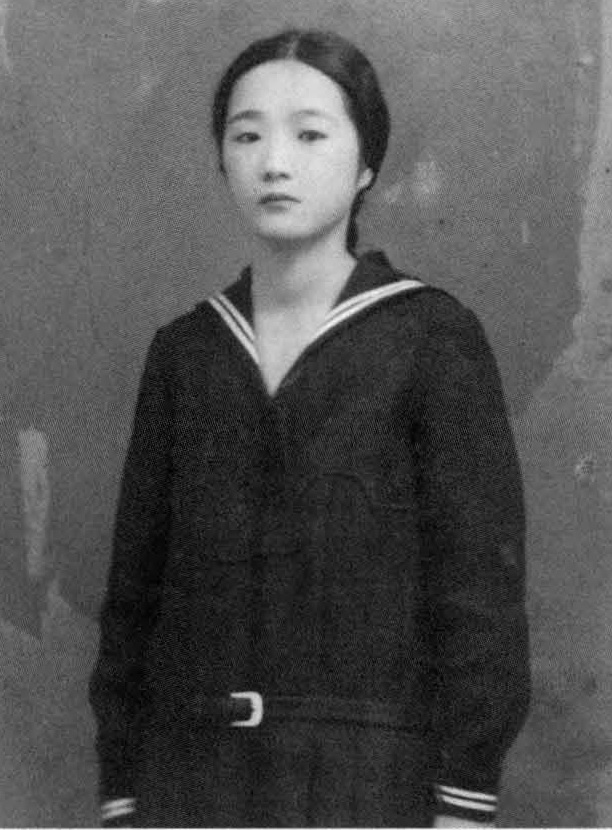
세일러복, c. 1928

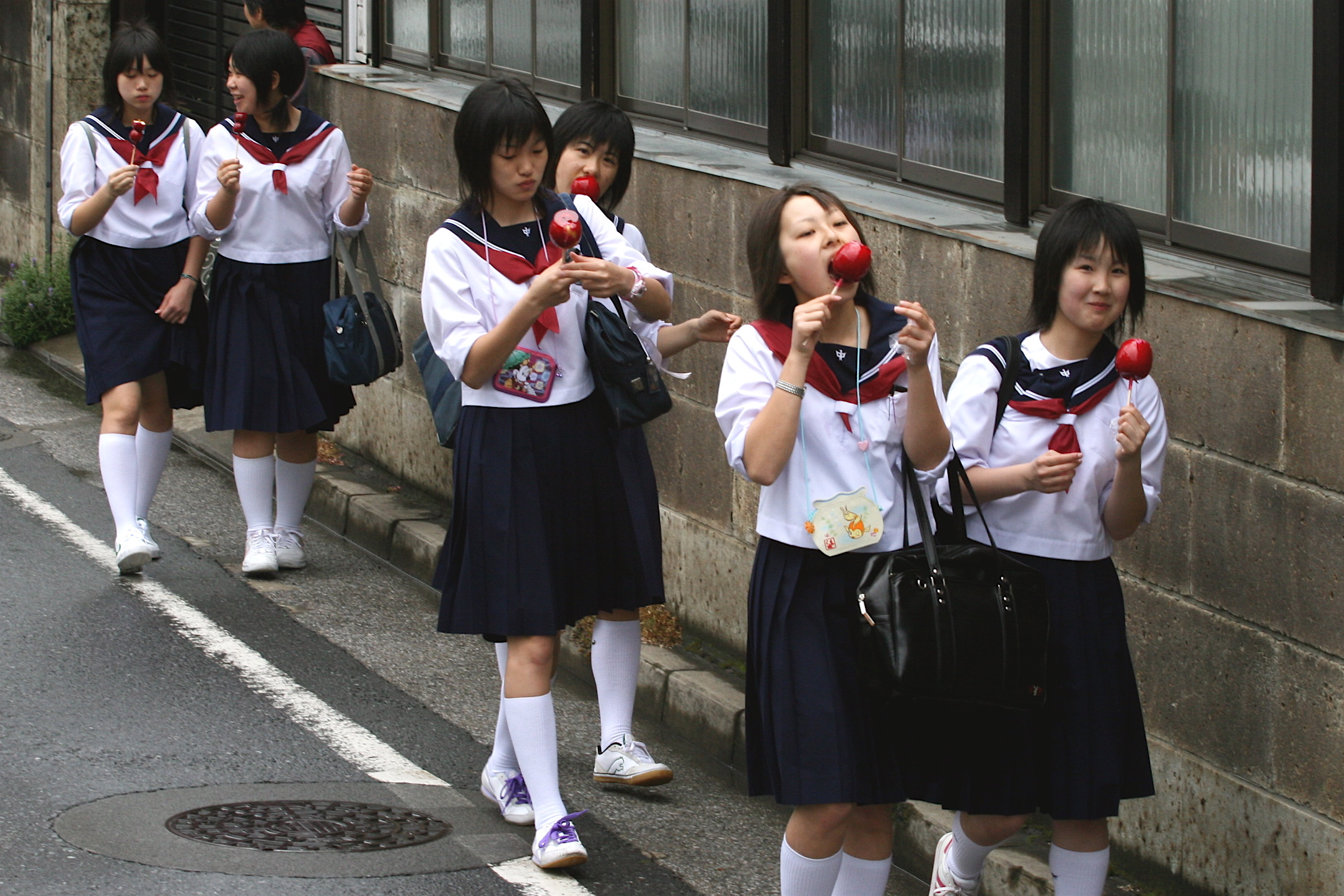
세일러복을 입은 일본 여학생 그룹

세일러복(일본어: セーラー服 세라후쿠[*])은 여자중학생이 입는 일반적인 스타일의 교복으로, 전통적으로는 고등학생, 때로는 초등학생도 입는다. 1920년平安女学院, 1921년 헤이안여학원(福岡女学院)과 후쿠오카여학원대학(福岡女学院大学) 총장, Elizabeth Lee에 의해 교복으로 소개되었다. Elizabeth Lee가 영국에서 교환학생으로 경험했던 당시 영국 왕립해군이 사용하던 제복을 모델로 한 것이다. .
남자 교복인 가쿠란 과 마찬가지로 세일러복은 다양한 군복 스타일의 해군 복장과 비슷하다. 제복은 일반적으로 세일러 스타일의 칼라가 달린 블라우스 와 주름 치마로 구성 된다. 여름과 겨울에는 계절적 변화가 있다. 소매 길이와 직물은 그에 따라 조정된다. 리본이 앞쪽에 묶여 있고 블라우스에 부착된 고리를 통해 끈으로 묶여 있다. 리본의 여러 변형에는 넥타이, 볼로타이, 네커치프가 포함된다. 일반적인 색상에는 네이비 블루, 화이트, 그레이, 라이트 그린, 블랙이 있다.
신발, 양말 및 기타 액세서리는 때때로 교복의 일부로 포함된다. 양말은 일반적으로 네이비 또는 흰색이다. 신발은 일반적으로 갈색 또는 검은색 페니 로퍼다. 규정된 유니폼의 일부는 아니지만 대체 형태의 레그웨어(예: 루즈 삭스, 니하이 스타킹 또는 비슷한 것)도 일반적으로 세일러 복장을 한 더 패션의 소녀들과 일치한다.
오늘날의 세일러복은 일반적으로 중학교와 관련이 있다. 대부분의 고등학교가 블레이저로 바뀌었기 때문이다.

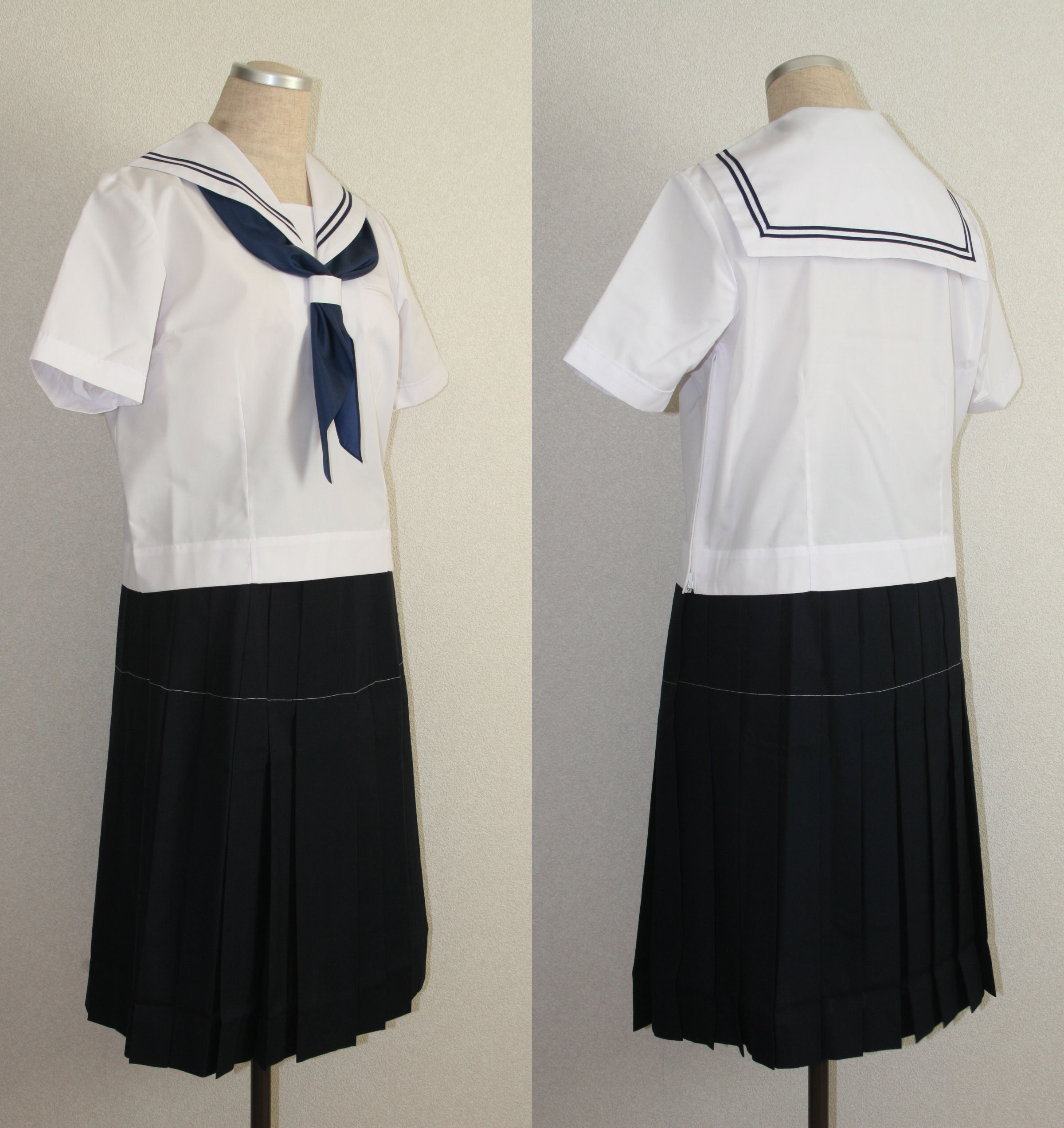
세일러복 (하복)
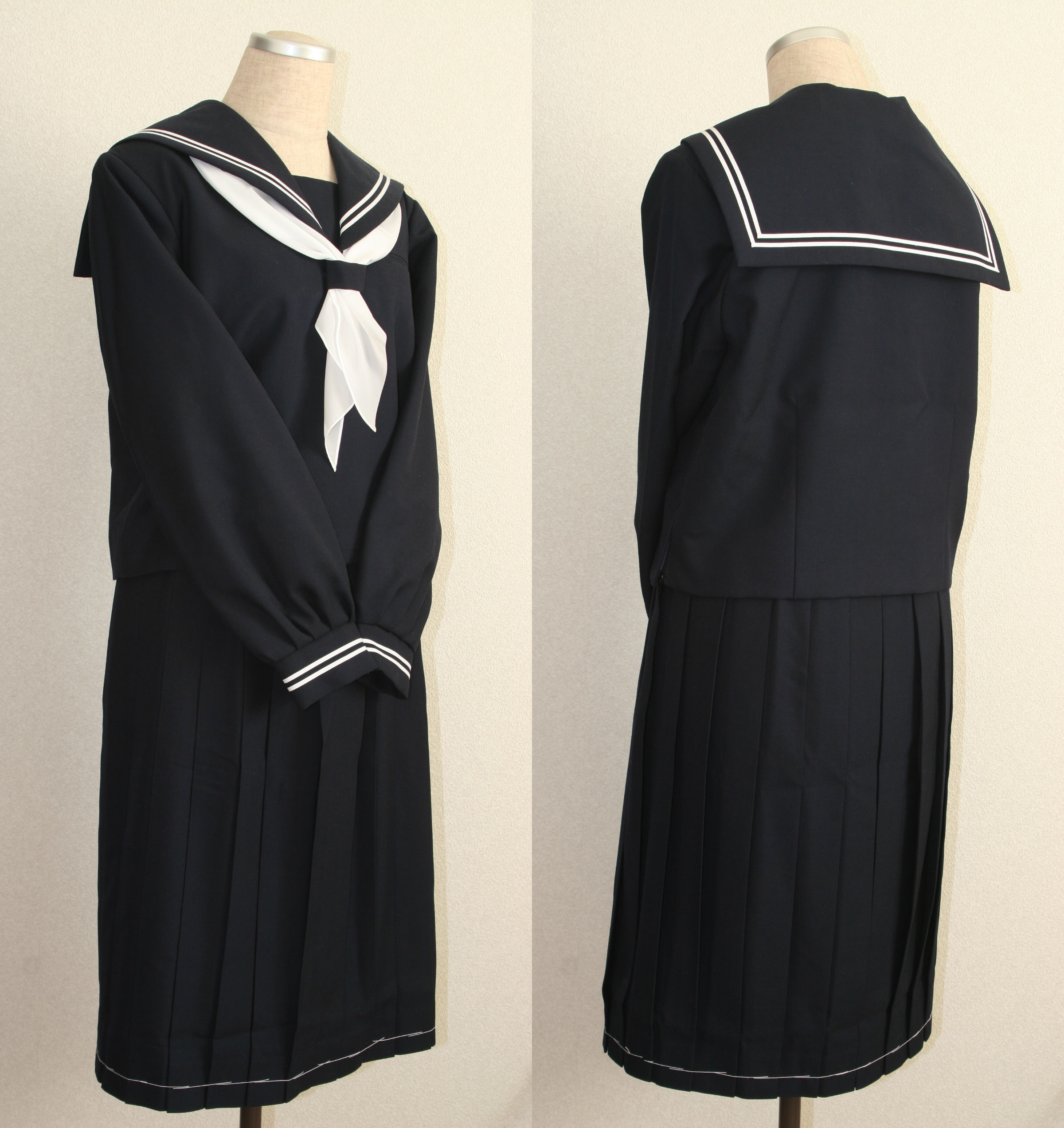
세일러복 (동복)

## 같이 보기
- 일본의 교육
- 나라별 교복